# 九州新幹線
九州新幹線（日语：／ Kyūshū Shinkansen */?）是一條連結博多站至鹿兒島中央站，屬於九州旅客鐵道（JR九州）的高速鐵路線（新幹線）及其列車。另外，與直通運行的山陽新幹線統稱「山陽·九州新幹線」。

## 概要

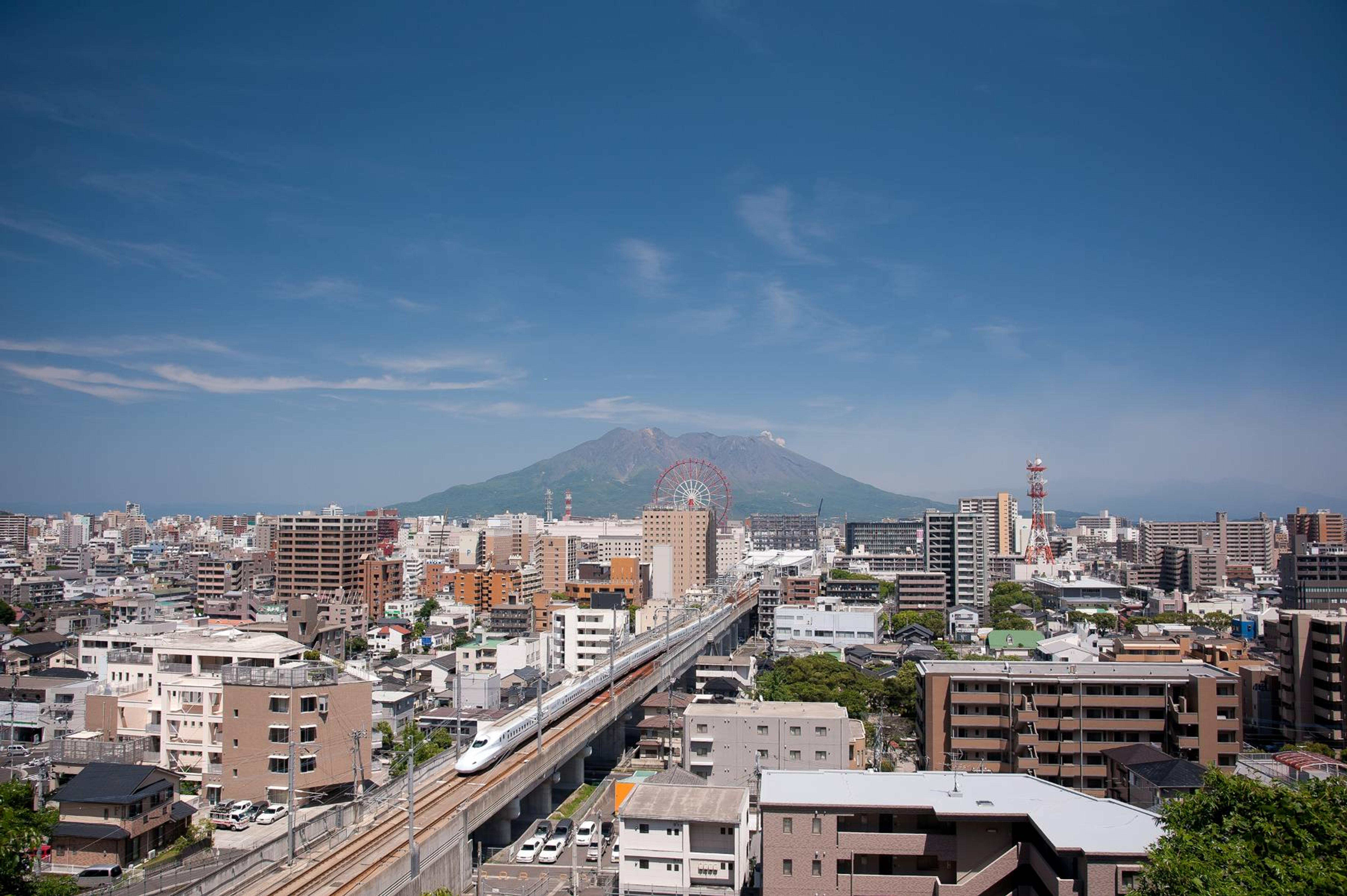
N700系在樱岛之前到达鹿儿岛中央站（川内站～鹿儿岛中央站之间）

九州新幹線連結位於九州北部的福岡（博多車站）與位於九州最南端的鹿兒島（鹿兒島中央車站）兩大都會區，是一條全線皆採新幹線規格（1435mm標準軌）路線的高速鐵路。全線沿線多山，百餘公里的路線上隧道就佔了七成的里程，除此之外縱坡度大對於行駛車輛的加速度要求高也是一項特色，為此，JR九州捨棄了新幹線系統原本既有的各種車型，而以JR西日本的700系電聯車E編組為基礎改良，開發出九州新幹線專用的800系電聯車。而北段博多到新八代間通車後，山陽新幹線及九州新幹線得以直通運行，從新大阪開出的列車可直接駛抵熊本及鹿兒島中央，組成山陽、九州新幹線。

## 歷史
- 1967年7月：日本國鐵發表全國新幹線網絡構想。
- 1969年5月：決定新全國總合開發計劃。
- 1970年5月：成立全國新幹線鐵道整備法。
- 1972年7月：決定基本計劃（福岡市 - 鹿兒島市之間）。
- 1973年11月：決定整備計劃。
- 1982年9月：因應國鐵擴大中的財政赤字內閣會議決定凍結建設。
- 1987年1月：內閣會議解除凍結建設決定。
- 1987年4月1日：國鐵分割民營化。
- 1988年8月：運輸省發表暫定整備案。八代至西鹿兒島之間以超特急方式建設，決定該路段先進行整備計劃。
- 1989年1月：訂定舊財源計劃。
- 1989年8月8日：困難路段先行開工，第三紫尾山隧道開工。
- 1990年：
  - 4月1日：西日本旅客铁道（JR西日本）博多南线 博多站-博多南站間開業。
  - 12月：政府決定以標準新幹線規格建設八代至西鹿兒島之間的路段。
- 1996年12月：訂定新財源計劃。船小屋信號場至八代之間以超特急方式候補建設。
- 1998年1月：船小屋信號場至八代之間開工。
- 1999年9月：博多至船小屋信號場間以標準新幹線規格早期開工，博多至西鹿兒島之間在十年內以標準新幹線間規格進行整備、新八代至西鹿兒島之間將於2003年末以超特急方式暫定開業，就可變軌距列車的使用進行檢討。
- 2000年12月：政府決定以標準新幹線規格建設博多至船小屋信號場之間的路段，亦即全線標準新幹線化。預計新八代至西鹿兒島之間於2003年末通車，博多至新八代之間在2012年後完成。
- 2001年4月：博多至船小屋信號場之間開工。
- 2003年3月2日：新八代至西鹿兒島路段於出水進行鋪軌完成儀式。
- 2003年9月22日：上述路段開始試營運。
- 2004年3月13日：新八代至原稱西鹿兒島、但在通車當日改名的鹿兒島中央開始正式營運，車型為800系，列車名稱為燕號，最高時速260公里。原有八代至川內之間的在來線改由肥薩橙鐵道營運。至於新八代至博多間的未通車路段則由行駛於鹿兒島本線上的在來線特急「接力燕號」以跨月台轉乘方式連接。
- 2007年12月1日：作為全線開通控制性工程的筑紫隧道在最後一次爆破後貫通。
- 2010年3月22日：博多至新八代間路段於熊本進行鋪軌完成儀式。
- 2010年8月31日：博多至新八代間開始試營運。
- 2011年3月12日：博多至新八代開始營運，JR九州與JR西日本以N700系列車投入此線服務，開始與山陽新幹線直通，並配合此點新增櫻號及瑞穗號兩種更高等的列車等級。原來在來線船小屋廢站，改由新的新幹線車站筑後船小屋替代，但通車儀式因發生東日本大地震而取消。
- 2012年3月17日：新八代的限速行駛取消，瑞穗號來往博多至鹿兒島之間最快只需1小時17分鐘。
- 2016年：
  - 4月14及16日：熊本縣先後發生6級及7級地震，一列新幹線列車出軌，無人受傷。全線暫停營運。
  - 4月20日：新水俁至鹿兒島中央段重開。
  - 4月23日：博多至熊本段重開[1]
  - 4月27日：熊本至新水俁段重開。至此九州新幹線全線恢復營運。然而一部分路段仍需慢駛運行，因此以减少了發車量的臨時時刻表運行[2][3]。
  - 4月28日：再次與山陽新幹線直通運行[4]。
  - 7月4日：恢復通常發車量運行。但是熊本－新八代的一部分路段繼續實行慢駛運行[5]。
- 2017年（平成29年）3月4日：受熊本地震影響而慢駛運行（熊本－新八代段一部分）解除，恢復原定速度運行[6]。
- 2018年（平成30年）3月17日：由于时刻表改正，每日列车班次从125趟减少至119趟[7]。
- 2021年11月8日，九州新幹線從熊本站開往新八代車站的列車櫻花401號上午8時45分許發生縱火案，嫌犯很快被逮捕並承認自己是模仿犯罪，模仿的對象是京王線襲擊事件。[8]
- 2024年3月16日（令和6年）：东海道、山阳、九州新干线列车上的吸烟室被废除，改建为紧急饮用水储存室。因此，日本所有新干线列车上将不再允许吸烟[9][10][11]。

## 路線資料
- 營業主體：九州旅客鐵道（JR九州）
- 建設主體：獨立行政法人鐵道建設·運輸設施整備支援機構
- 路線距離（實際距離）：博多站－鹿兒島中央站間 256.8公里（營業距離是288.9公里）
  - 線內的距離標（日语：距離標）以東京站為起點設置。鹿兒島中央站附近設有日本國內鐵道路線距離標顯示最長的距離，東京站起計1,325公里的距離標。
- 軌距：1,435毫米（標準軌）
- 站數：12個（包括起終點站）
  - 當中有新幹線單獨站4個（新大牟田站、新玉名站與併設肥薩橙鐵道線的新水俁站、出水站）。另外，根據JR九州官方網站的公司導覽「交通·營業資料」[12]，排除由JR西日本管理的博多站，合計11個。
- 複線路段：全線複線
- 電氣化路段：全線（交流電25,000 V、60 Hz，高架電車線）
- 最高速度：260公里/小時
- 保安裝置：ATC、車內信號式
  - KS-ATC
  - ATC-NS（博多站構內－博多綜合車輛所附近）[13]
- 道床：無碴軌道、有碴軌道
- 高架電車線吊架方式
  - 博多站－博多綜合車輛所分岔間：重型複合懸掛式（可負荷速度320公里/小時）
  - 博多綜合車輛所分岔－新八代站間：PHC簡單懸掛式（可負荷速度350公里/小時）
  - 新八代站－鹿兒島中央站間：CS簡單懸掛式（可負荷速度300公里/小時）
- 車輛基地：
  - 熊本綜合車輛所（日语：熊本総合車両所）（熊本縣熊本市）
  - 川內留置線（日语：川内新幹線車両センター）（鹿兒島縣薩摩川內市）
- 保線基地：新鳥栖、熊本、出水
- 運轉指令所（日语：運転指令所）
  - 博多總合指令中心（新幹線總合指令室）（博多-鹿兒島中央）
  - 東京指令所（新幹線總合指令所）（日语：新幹線総合指令所）[14]（博多-博總分歧）
- 列車運行管理系統（日语：列車運行管理システム）
  - 九州新幹線指令系統（日语：九州新幹線指令システム）（SIRIUS）（博多-鹿兒島中央）
  - 新幹線運行管理系統（日语：新幹線運行管理システム）（COMTRAC）[14]（博多-博總分歧）

全線由本社鐵道事業本部內的新幹線部管轄。但是，博多站至博多綜合車輛所（博多南線博多南站）的路段置於JR西日本新幹線管理本部管理之下。
博多站－新八代站間約3成、新八代站－鹿兒島中央站間約7成都是由隧道路段構成，與山陽新幹線同樣隧道總長度佔了一半（49%）的路線。為了節省工費，以迂回的方式繞過高山，並設有最大坡度達到35千分比的急坡路段。
路線結構組合如下
- 博多站－新八代站間
  - 路基 5%
  - 橋樑 14%
  - 高架橋 51%
  - 隧道 30%
- 新八代站－鹿兒島中央站間
  - 路基 12%
  - 橋樑 7%
  - 高架橋 12%
  - 隧道 69%

## 車站列表

(路線圖時間點：2022年9月23日)

- 接續路線只記載該站接續路線（正式路線名）。運行系統參見各站條目。
- 新大阪站、東京站起計營業距離在山陽新幹線廣島－德山間的車費以途經岩德線計算。

| 中文站名 | 日文站名 | 英文站名 | 博多起計 | 博多起計 | 新大阪起計 | 新大阪起計 | 東京起計 | 東京起計 | 停車站 | 接續路線 | 所在地              | 所在地              |
| 中文站名 | 日文站名 | 英文站名 | 營業距離 | 實際距離 | 營業距離   | 實際距離   | 營業距離 | 實際距離 | 停車站 | 接續路線 | 所在地              | 所在地              |
| --- | -------- | -------- | -------- | -------- | ---------- | ---------- | -------- | -------- | ------ | --- | ------------------- | ------------------- |
| 博多 |          |          | 0.0      | 0.0      | 622.3      | 553.7      | 1174.9   | 1069.1   | 全     | 西日本旅客鐵道： 山陽新幹線、博多南線 九州旅客鐵道： 鹿兒島本線、 福北豐線 福岡市交通局：■ 機場線、■ 七隈線 | 福岡縣 福岡市博多區 | 福岡縣 福岡市博多區 |
| 新鳥栖 |          |          | 28.6     | 26.3     | 650.9      | 580.0      | 1203.5   | 1095.4   |        | 九州旅客鐵道： 長崎本線                                                                                     | 佐賀縣鳥栖市        | 佐賀縣鳥栖市        |
| 久留米 |          |          | 35.7     | 32.0     | 658.0      | 585.7      | 1210.6   | 1101.1   |        | 九州旅客鐵道： 鹿兒島本線、久大本線                                                                         | 福岡縣              | 久留米市            |
| 筑後船小屋 |          |          | 51.5     | 47.9     | 673.8      | 601.6      | 1226.4   | 1117.0   |        | 九州旅客鐵道： 鹿兒島本線                                                                                   | 福岡縣              | 筑後市              |
| 新大牟田 |          |          | 69.3     | 59.7     | 691.6      | 613.4      | 1244.2   | 1128.8   |        | | 福岡縣              | 大牟田市            |
| 新玉名 |          |          | 90.4     | 76.3     | 712.7      | 630.0      | 1265.3   | 1145.4   |        | | 熊本縣              | 玉名市              |
| 熊本 |          |          | 118.4    | 98.2     | 740.7      | 651.9      | 1293.3   | 1167.3   | 全     | 九州旅客鐵道：鹿兒島本線、豐肥本線 熊本市交通局：幹線、田崎線（熊本站前）                                   | 熊本縣              | 熊本市西區          |
| 新八代 |          |          | 151.3    | 130.0    | 773.6      | 683.7      | 1326.2   | 1199.1   |        | 九州旅客鐵道：鹿兒島本線                                                                                    | 熊本縣              | 八代市              |
| 新水俁 |          |          | 194.1    | 172.8    | 816.4      | 726.5      | 1369.0   | 1241.9   |        | 肥薩橙鐵道：肥薩橙鐵道線                                                                                    | 熊本縣              | 水俁市              |
| 出水 |          |          | 210.1    | 188.8    | 832.4      | 742.5      | 1385.0   | 1257.9   |        | 肥薩橙鐵道：肥薩橙鐵道線                                                                                    | 鹿兒島縣            | 出水市              |
| 川內 |          |          | 242.8    | 221.5    | 865.1      | 775.2      | 1417.7   | 1290.6   |        | 九州旅客鐵道：鹿兒島本線 肥薩橙鐵道：肥薩橙鐵道線                                                           | 鹿兒島縣            | 薩摩川內市          |
| 鹿兒島中央 |          |          | 288.9    | 256.8    | 911.2      | 810.5      | 1463.8   | 1325.9   | 全     | 九州旅客鐵道：鹿兒島本線、指宿枕崎線 鹿兒島市交通局：第二期線、唐湊線（鹿兒島中央站前）                     | 鹿兒島縣            | 鹿兒島市            |
| - 停車站…全：所有列車均會停車（2021年12月改點） - 長距離乘車券的特定都區市內 - ：福岡市內 - 博多站（新幹線）為JR西日本的管理委託站 |          |          |          |          |            |            |          |          |        | |                     |                     |

路線圖：

### 各站構造
| 配線分類 | 2月台4線     | 2月台3線           | 2月台2線                                       |
| 站內圖   |              |                    |                                                |
| 車站     | 新鳥栖、熊本 | 筑後船小屋、新水俁 | 久留米、新大牟田、 新玉名、新八代、 出水、川內 |

| 配線分類 | 3月台6線 | 2月台4線   |
| 站內圖   |          |            |
| 車站     | 博多     | 鹿兒島中央 |

## 使用車輛
參見：新幹線800系電聯車，新幹線N700系電聯車

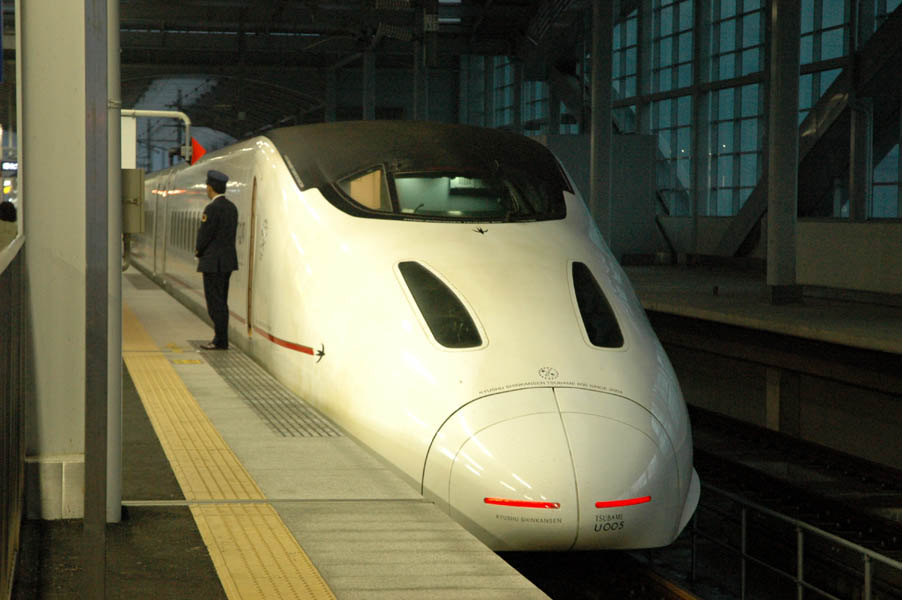
行駛於九州新幹線上的燕號列車（新八代車站）

九州新幹線主要使用的車輛有兩種，分別是JR九州專用的800系電聯車，與JR九州及JR西日本所共同開發的N700系電聯車。
800系
800系是JR九州用於僅在九州新幹線範圍內折返的「燕號」（つばめ）與「櫻號」（さくら）等列車班次的專用車輛。在九州新幹線南段於2004年局部通車時首度投入營運，全都採六輛一列的編組方式，作為「燕號」列車的使用車輛，並與使用787系車輛運行的在來線L特急列車接力燕號（リレーつばめ，Relay Tsubame）進行聯運。
之後配合九州新幹線即將全線通車，自2008年12月17日起開始進行車輛的改裝升級，並同時增加三個新的列車編組，命名為800系1000與2000番台，或又稱為「新800系」，並於2011年1月正式投入營運。
N700系
N700系是「櫻」、「燕」與「瑞穗」等列車種類所使用的運行車輛，是以東海道與山陽新幹線上使用的N700系列車為基礎，由JR九州與JR西日本攜手共同開發的8輛編組、全動力車輛版本。其中JR西日本擁有19個編組的7000番台列車，而JR九州則擁有11個編組的8000番台列車，合計共30編組、240輛。

## 營運模式

### 列車車種
在2004年初通車時，九州新幹線原本只擁有「燕」一種列車等級，但配合九州新幹線全線通車，JR九州公布的2011年3月12日版時刻表中，新增了「瑞穗」與「櫻」兩種列車等級：
「瑞穗」（みずほ，Mizuho）■
瑞穗號是行駛於新大阪至鹿兒島中央之間的山陽新幹線、九州新幹線直通運行用專用車班，也是此區間運行時間最短的最速達列車。瑞穗號一天僅提供八往返班次。其在九州新幹線的路段內，多數列車僅停靠熊本(部分增停久留米、川內)，全程費時3小時45分鐘。使用車輛為N700系7000及8000番台，以橘色作為列車辨識色。
「櫻」（さくら，Sakura）■
櫻號是九州新幹線上的速達等級列車，主要分為兩種版本：一為與「瑞穗」同樣往返於新大阪與鹿兒島中央兩站間的山陽、九州新幹線直通列車（使用N700系7000番台與8000番台車輛），一為只行駛於九州新幹線範圍內的速達班次（使用800系車輛），以粉紅色作為列車識別色。
「燕」（つばめ，Tsubame）■
燕號列車是往返於博多至鹿兒島中央兩站之間、九州新幹線上的每站皆停列車。在2004年九州新幹線部分通車時，原本無論是速達或每站皆停列車皆使用相同的列車名稱，但目前此列車名僅使用在等級最低的車種上。主要使用800系車輛，以藍色作為列車識別色。
800系初登場時，採用了公開徵選的方式來決定新列車的命名，原本投票排行第一的「隼人」（はやと，Hayato，九州男子的代稱）因為發音與已經實際在運行的JR東日本行駛於東北新幹線上的列車「疾風」過於接近，因此被放棄而改用了排行第三的「燕」（つばめ，Tsubame，燕子是九州的象徵鳥類）。自戰前（1930年）東海道本線上的超特級列車開始，是日本鐵路系統第五輛使用了相同命名的列車，其中第四代的燕號特急列車與第五代同樣都是屬於JR九州管轄，是1992年到2004年間行駛於鹿兒島本線上的特急列車。2004年3月時第五代燕號登場，但第四代並沒有真正功成身退，而是化身為「接力燕」負責九州新幹線北段（博多～新八代）尚未完工前的接駁車，行駛於兩地間的鹿兒島本線上。兩列列車採同時停靠於新八代站內同一月台兩側的方式，方便往返的旅客快速接駁。

### 時刻表與停靠站

#### 2024年3月16日起
- 熊本至鹿兒島中央全停站的下行「櫻號」，在「瑞穗號」未行駛的時段，發車時刻不定。
- 九州新幹線的幾乎所有列車都與東海道—山陽新幹線「希望號」在博多站同一月台上進行接續。
- 以下為白天運行模式，清晨及深夜時段會有不同。

| 種別    | 始發站         | 博多 發車時刻 | 博多 | 新鳥栖 | 久留米 | 筑後船小屋 | 新大牟田 | 新玉名 | 熊本 | 新八代       | 新水俣       | 出水         | 川內         | 鹿兒島中央   | 鹿兒島中央 到站時刻 | 終點站       |
| ------- | -------------- | ------------- | ---- | ------ | ------ | ---------- | -------- | ------ | ---- | ------------ | ------------ | ------------ | ------------ | ------------ | ------------------- | ------------ |
| 櫻號    | 新大阪         | 58 - 06分     | ●    | ●      | ●      | △          | △        | △      | ●    | ▲            | ▲            | ▲            | ●            | ●            | 25 - 39分           | 鹿兒島中央   |
| 燕號★   | 博多           | 06分          | ●    | ●      | ●      | ●          | ●        | ●      | ●    | （熊本）55分 | （熊本）55分 | （熊本）55分 | （熊本）55分 | （熊本）55分 | （熊本）55分        | （熊本）55分 |
| 瑞穗號☆ | 新大阪         | 20 - 30分     | ●    | →      | ▲      | →          | →        | →      | ●    | →            | →            | →            | →            | ●            | 36 - 46分           | 鹿兒島中央   |
| 櫻號★   | 新大阪（博多） | 28 - 40分     | ●    | ●      | ●      | →          | →        | →      | ●    | ▲            | ▲            | ▲            | ●            | ●            | 04 - 15分           | 鹿兒島中央   |
| 燕號☆   | 博多           | 36分          | ●    | ●      | ●      | ●          | ●        | ●      | ●    | （熊本）24分 | （熊本）24分 | （熊本）24分 | （熊本）24分 | （熊本）24分 | （熊本）24分        | （熊本）24分 |

| 種別    | 始發站       | 鹿兒島中央 發車時刻 | 鹿兒島中央   | 川内         | 出水         | 新水俣       | 新八代       | 熊本 | 新玉名 | 新大牟田 | 筑後船小屋 | 久留米 | 新鳥栖 | 博多 | 博多 到站時刻 | 終點站         |
| ------- | ------------ | ------------------- | ------------ | ------------ | ------------ | ------------ | ------------ | ---- | ------ | -------- | ---------- | ------ | ------ | ---- | ------------- | -------------- |
| 櫻號☆   | 鹿兒島中央   | 17分                | ●            | ●            | ▲            | ▲            | ▲            | ●    | →      | →        | →          | ●      | ●      | ●    | 43分          | （博多）新大阪 |
| 瑞穗號★ | 鹿兒島中央   | 32分                | ●            | △            | →            | →            | →            | ●    | →      | →        | →          | △      | →      | ●    | 51分          | 新大阪         |
| 燕號    | （熊本）20分 | （熊本）20分        | （熊本）20分 | （熊本）20分 | （熊本）20分 | （熊本）20分 | （熊本）20分 | ●    | ●      | ●        | ●          | ●      | ●      | ●    | 09分          | 博多           |
| 櫻號    | 鹿兒島中央   | 41 - 55分           | ●            | ●            | ▲            | ▲            | ▲            | ●    | △      | △        | △          | ●      | ●      | ●    | 21分          | 博多           |

圖示

●：停車、▲：部分班次停車、△：少部分班次停車、→：通過、☆★：搭配班次行駛、◆：臨時列車
備註

1. 瑞穗號定期列車多數只行駛朝夕時段

2. 燕號朝夕時段延長行駛至鹿兒島中央

## 外部連結
- （日語）九州新幹線・西九州新幹線 - 九州旅客鉄道
- （日語）山陽・九州新幹線 みずほ・さくら・ひかり・こだま・つばめ - 西日本旅客鉄道
- （日語）九州新幹線 - 佐賀県
- （日語）九州新幹線 - 鹿児島県
- （日語）肥薩おれんじ鉄道
- （日語）九州新幹線「燕」號（屬JR九州官方網站一部份）